# Семпребом, Фабиана
Фабиана Семпребом (порт. Fabiana Semprebom; род. 26 мая 1984, Лондрина) — бразильская топ-модель.
Родилась в семье бразильца и американки итальянского происхождения. В модельный бизнес попала во время обучения в школе, была приглашена на кастинг в Сан-Паулу, благополучно его прошла. Не окончив среднюю школу сосредоточилась на карьере модели. Первый контракт подписала с бразильским агентством «Mega Models», однако через некоторое время все же приняла решение, прервать модельную карьеру и окончить образование. Считает этот шаг одним из важнейших в своей жизни, оказавшим большое влияние на её карьеру. C 2005 года входит в топ моделей мира.
В различное время принимала участие в показах и рекламных акциях: Adidas, DKNY, Dolce & Gabbana, Doo.Ri, DSquared2, Larrainzar, Lacoste, Lemoniez, Marc Bouwer, Marciana, Marchesa, Maria Bonita Extra, María Lafuente, Mariella Burani, Miguel Palacio, Rocco Barocco, Sass & Bide, Roberto Cavalli, Versace, Sonia Fortuna, Stella McCartney, Tadashi, Tessuti, Trussardi, Tuleh, Gianfranco Ferre, Victor Dzenk, Walter Rodrigues, Trussardi, Hugo Boss, Revlon, Patrícia Viera и других.
В 2010 году была приглашена на итоговый показ компании «Victoria’s Secret».